# Monocelis hopkinsi
Monocelis hopkinsi är en plattmaskart som beskrevs av Tor Karling 1966. Monocelis hopkinsi ingår i släktet Monocelis och familjen Monocelididae. Inga underarter finns listade i Catalogue of Life.